# Тері Гетчер
Тері Лінн Гетчер (англ. Teri Lynn Hatcher; 8 грудня 1964, Пало-Альто, Каліфорнія) — американська акторка, письменниця, а також модель.

## Біографія
Народилася 8 грудня 1964 року в Пало-Альто, штат Каліфорнія, і провела дитинство у сусідньому Саннівейлі.
Вона була єдиною дитиною в сім'ї. Її батько — ядерний фізик, а мати — програмістка. У 1977 році Тері поїхала з другом на прослуховування до Голлівуду і там сама отримала першу в своєму житті роль. Вона зіграла в епізоді серіалу «Корабель кохання» русалку. Так і почалася її акторська кар'єра. Вона продовжувала зніматися в серіалах, і один з них став її справжднім успіхом. Її героїня Лоіс Лейн з «Лоіс і Кларк: Нові пригоди Супермена» (1993–1997) завоювала велику прихильність телеглядачів. Після цього Тері знялася в таких відомих фільмах як «Два дні в долині» (1996), «Завтра не помре ніколи» (1997), «Діти шпигунів» (2001) та інших.
Наступною сходинкою її зіркової кар'єри стає роль Сюзен Мейер у «Відчайдушних домогосподарках». За цю роль Тері отримала свою першу нагороду: Золотий глобус за найкращу жіночу роль у комедії в 2005 році.

## Фільмографія
| Рік        | Українська назва                       | Оригінальна назва                            | Роль                  | Інше   |
| ---------- | -------------------------------------- | -------------------------------------------- | --------------------- | ------ |
| 1977       | Корабель кохання                       | The Love Boat                                | Амі, русалка          | Серіал |
| 1982       | Капітолій                              | Capitol                                      | Анжеліка Стімаг Клегг | Серіал |
| 1987       | Пісня Карен                            | Karen's Song                                 | Лаура Метьюз          | Серіал |
| 1987       | Нічний суд                             | Night Court                                  | Кітті                 | Серіал |
| 1988       | СіБіЕс: Літній театр                   | CBS Summer Playhouse                         | Лаура Стивенс         | Серіал |
| 1988       | Зоряний шлях. Наступне покоління       | Star Trek: The Next Generation               | Шеф Б. Г. Робінсон    | Серіал |
| 1989       | Танго та Кеш                           | Tango & Cash                                 | Кетрін «Кікі» Танго   | Фільм  |
| 1993-1997  | «Лоіс і Кларк: Нові пригоди Супермена» | Lois & Clark: The New Adventures of Superman | Лоіс Лейн             | Серіал |
| 1997       | «Завтра не помре ніколи»               | Tomorrow Never Dies                          | Періс Карвер          | Фільм  |
| 2001       | Діти шпигунів                          | Spy Kids                                     | Місс Граденко         | Фільм  |
| 2003       | Енергія зла                            | Momentum                                     | Джордан               | Фільм  |
| 2004       | Два з половиною чоловіки               | Two and a Half Men                           | Ліз                   | Серіал |
| 2004- 2012 | Відчайдушні домогосподарки             | Desperate Housewives                         | Сюзен Мейер           | Серіал |
| 2008       | Кораліна в Країні Жахів                | Coraline                                     | Мати Кораліни         | Фільм  |
| 2010       | Таємниці Смолвіля                      | Smallville                                   | Елла Лейн             | Серіал |
| 2023       | Як закохатися до Різдва                | How to Fall in Love by Christmas             | Нора Вінтерс          | Фільм  |